# Le Petit Dinosaure : La Pierre de feu
Pour les articles homonymes, voir Le Petit Dinosaure.
Série
La Légende du mont Saurus
(1998) La Pluie d'étoiles glacées
(2001)
Pour plus de détails, voir Fiche technique et Distribution.
Le Petit Dinosaure 7 : La Pierre de Feu ou Petit Pied, le dinosaure 7 : La Pierre Froide du Feu au Québec (The Land Before Time VII: The Stone of Cold Fire) est un film d'animation américain réalisé par Charles Grosvenor et sorti directement en vidéo en 2000. C'est le septième film de la saga Le Petit Dinosaure.

## Synopsis
Petit‑Pied et ses amis partent à la recherche d'une pierre tombée du ciel. Comme il est le seul à l'avoir vu tomber, personne ne le croit vraiment. Le déchu Pterano, oncle de Pétri, se rend à la vallée, malgré les ressentiment de ses vieux compères et propose d'aider les jeunes dans l'unique but de s'en emparer, car il pense qu'elle possède certains pouvoirs…

## Fiche technique
- Titre original : The Land Before Time VII : The Stone of Cold Fire
- Titre français : Le Petit Dinosaure 7 : La Pierre de Feu
- Titre québécois : Petit-Pied, le dinosaure 7 : La Pierre Froide du Feu
- Réalisation : Charles Grosvenor
- Scénario : Len Uhley
- Musique : Michael Tavera et James Horner
- Production : Charles Grosvenor
- Sociétés de production : Universal Cartoon Studios
- Pays d'origine : États-Unis
- Format : Couleurs - 1,33:1 - Dolby Digital
- Genre : Animation
- Durée : 75 minutes
- Date de sortie :  États-Unis : 05 Décembre 2000 ;  France : novembre 2000

## Distribution

### Voix originales
- Thomas Dekker : Petit-Pied
- Anndi McAfee : Céra
- Aria Curzon : Becky
- Jeff Bennett : Petrie / Spokes
- Rob Paulsen : Pointu / Rinkus
- Michael York : Ptérano
- Jim Cummings :  Sierra
- Kenneth Mars : Grand-Père
- Miriam Flynn : Grand-Mère
- John Ingle : le père de Céra
- Tress MacNeille : la mère de Becky / la mère de Pétrie
- Charles Kimbrough : Visage Arc-en-ciel #1
- Patti Deutsch : Visage Arc-en-ciel #2

### Voix françaises
- Julien Bouanich : Petit-Pied
- Kelly Marot : Céra
- Caroline Combes : Becky
- Roger Carel : Pétrie / Pointu / les frères et sœurs de Pétrie
- Pierre-François Pistorio : Ptérano
- Danièle Hazan : Rinkus / la mère de Becky / Visage Arc-en-ciel #2
- Philippe Catoire : Sierra / Spokes
- Pierre Baton : Grand-Père
- Frédérique Tirmont : Grand-Mère / la mère de Pétrie
- Jacques Frantz : le père de Cera
- Daniel Beretta : Visage Arc-en-ciel #1